# Neoscona multiplicans
Neoscona multiplicans är en spindelart som först beskrevs av Chamberlin 1924.  Neoscona multiplicans ingår i släktet Neoscona och familjen hjulspindlar. Inga underarter finns listade i Catalogue of Life.